# Попова, Галина Михайловна
Галина Михайловна Попова (Виноградова) (2 июня 1932, Ленинград — 17 декабря 2017, Одинцово, Московская область) — советская легкоатлетка (бег на короткие дистанции, эстафетный бег, прыжок в длину), чемпионка и призёр чемпионатов СССР, экс-рекордсменка СССР и мира, призёр Универсиад. Заслуженный мастер спорта СССР (1963).

## Биография
Член сборной команды СССР в 1953—1964 годах. В 1955 году выполнила норматив мастера спорта СССР. Участница Олимпийских игр 1956 года в Мельбурне и 1964 года в Токио.
После ухода из большого спорта работала преподавателем в Национальном государственном университета физкультуры имени П. Ф. Лесгафта.
В 1971 году защитила диссертацию «Газовый обмен и оксигенация артериальной крови при мышечной работе максимальной интенсивности». Кандидат биологических наук, доцент.
Автор научных работ по физиологии системы крови и мышечной работе разной мощности.
Введена в Зал Славы Национального государственного университета физкультуры имени П. Ф. Лесгафта.

## Спортивные результаты
- Лёгкая атлетика на летней Спартакиаде народов СССР 1956 года:
  - Бег на 100 метров —  (11,6 с);
  - Прыжок в длину —  (5,98 м);
- Чемпионат СССР по лёгкой атлетике 1957 года:
  - Бег на 100 метров —  (11,6 с);
  - Бег на 200 метров —  (24,2 с);
  - Эстафета 4×200 метров —  (1.37,3);
  - Прыжок в длину —  (5,98 м);
- Лёгкая атлетика на летней Спартакиаде народов СССР 1959 года:
  - Бег на 100 метров —  (11,6 с);
  - Бег на 200 метров —  (24,2 с);
  - Эстафета 4×100 метров —  (46,2 с);
- Матч СССР — США по лёгкой атлетике 1959 года:
  - Бег на 100 метров —  (11,6 с);
  - Эстафета 4×100 метров —  (44,8 с);
- Чемпионат СССР по лёгкой атлетике 1962 года:
  - Бег на 100 метров —  (12,1 с);
  - Бег на 200 метров —  (24,5 с);
  - Эстафета 4×100 метров —  (46,4);
- Лёгкая атлетика на летней Спартакиаде народов СССР 1963 года:
  - Бег на 100 метров —  (11,7 с);
  - Бег на 200 метров —  (23,7 с);
  - Эстафета 4×100 метров —  (45,6 с);
- Матч СССР — США по лёгкой атлетике 1963 года:
  - Бег на 100 метров —  (11,7 с);
  - Эстафета 4×100 метров —  (45,0 с);
- Чемпионат СССР по лёгкой атлетике 1964 года:
  - Бег на 100 метров —  (11,6 с);
  - Бег на 200 метров —  (24,1 с);

### Мировые рекорды
- В 1955 году установила два мировых рекорда по прыжкам в длину: 6,28 и 6,31 м.
- В том же году стала соавтором мирового рекорда в эстафете 4х100 метров: 45,6 с.
- 1963 год, эстафета 4×200 метров — 1.35,1 с.